# Holger Jess
Holger Jess (* 30. Januar 1963 in Eckernförde) ist ein deutscher Regattasegler, Bootshändler und Jugend-Coach.

## Biografie
Holger Jess lernte zunächst Bootsbauer und schloss die Ausbildung als Landessieger und Bundessieger im deutschen Handwerk ab. Danach begann er ein Schiffbau-Studium an der Fachhochschule in Kiel.
Bereits während des Studiums fing er an, 505er selbst zu bauen; später baute er 505er bei einem Yacht-Service aus.
Er machte sich 1987 mit dem Segelsportbetrieb JESS in Eckernförde selbstständig. Der Betrieb umfasst eine Reparatur- und Mastenwerkstatt sowie die Deutschlandvertretung für Superspars und 505er. Über die Jahre kamen weitere Bootsklassen, Vertretungen sowie Mitarbeiter dazu. 1994 musste der Betrieb entsprechend ausgebaut werden.
Holger Jess ist aktiver Segler seit 1981.
1994 gewann er als Vorschoter im 505er zusammen mit Steuermann Tim Böger das erste Mal die Kieler Woche. Danach holte er den dreifachen Olympiateilnehmer Wolfgang Hunger in die Klasse der 505er und wurde 2001 mit diesem zusammen das erste Mal Weltmeister.
Zwischen 1997 und 2007 gewannen die beiden als Team noch sieben Mal zusammen die Kieler Woche und holten zahlreiche weitere Siege und Medaillen in nationalen und internationalen Wettbewerben. Auf Bermuda haben sie zusammen mit Boris Herrmann (Vendee Globe) den Sparringspartner für Hasso Plattner gegeben.
2015 gewann Holger Jess die Kieler Woche mit Meike Schomäker, 2018 mit Michael Quirk (Australien). 2020 und 2021 fuhren Holger Jess und Wolfgang Hunger schließlich ihren achten und neunten gemeinsamen Kieler-Woche-Sieg ein.

## Erfolge im 505er (Erstplatzierungen)

### Weltmeisterschaften
- 2001 Cascais mit Wolfgang Hunger
- 2003 Malmö mit Wolfgang Hunger
- 2005 Warnemünde mit Wolfgang Hunger
- 2011 Hamilton Island mit Julien Kleiner
- 2018 Polen mit Lutz Stengel

### Europameisterschaften
- 2004 Kroatien mit Wolfgang Hunger
- 2011 Travemünde mit Meike Schomäker
- 2015 Schweden mit Meike Schomäker
- 2023 Quiberon mit Agnieszka Skrzypulec

### Deutscher Meister
- 1985 Travemünde mit Thomas Jundel
- 1995 Eckernförde mit Tim Böger
- 1996 Tutzing am Starnberger See mit Ian Barker
- 1997 Warnemünde mit Krister Bergström
- 1998 Schwerin mit Krister Bergström
- 1999 Helgoland mit Wolfgang Hunger
- 2001 Flensburg mit Wolfgang Hunger (Gemeinsame Internationale Deutsche und Dänische Meisterschaft)[2]
- 2002 Kiel (Ersatz) mit Wolfgang Hunger
- 2003 Warnemünde mit Wolfgang Hunger
- 2005 Travemünde mit Wolfgang Hunger
- 2010 Warnemünde mit Meike Schomäker
- 2011 Tutzing (keine Wettfahrten) mit Meike Schomäker
- 2012 Flensburg mit Meike Schomäker
- 2013 Berlin-Wannsee mit Meike Schomäker
- 2021 Warnemünde mit Wolfgang Hunger